# Carlos Fischer
Carlos Lorenzo Fischer Brusoni (Fray Bentos, 1903 - Montevideo, 7 de agosto de 1969) fue un político uruguayo perteneciente al Partido Colorado, fue diputado por Río Negro, Ministro, Presidente del Consejo Nacional de Gobierno y Embajador en Francia. 
Durante 1950 ocupó la titularidad del Ministerio de Ganadería y Agricultura.
En las elecciones de 1954 fue electo por la Lista 15 del Partido Colorado para integrar el Consejo Nacional de Gobierno, ejecutivo colegiado de mayoría colorada.
En 1958 su correligionario Arturo Lezama renuncia a su sitial en el Consejo Nacional de Gobierno. En consecuencia, Fischer, que era el primer suplente, accede a dicho sillón.
Fue el último Presidente colorado del Consejo Nacional de Gobierno entre 1958 y 1959, en vísperas del histórico triunfo electoral del Partido Nacional.
Falleció el 7 de agosto de 1969 en Montevideo, Uruguay.
Fue sucedido en el cargo por el abogado Martín Echegoyen.